# أنطوني ليجت
أنطوني جيمس لگت (Sir Anthony James Leggett) (مواليد 26 مارس، 1938 في لندن)، هو أستاذ كرسي جون ت. وكاثرين د. مكارثر في الفيزياء بجامعة إلينوي في إربانا-تشامبين.
اشتهر كرائد في فيزياء الحرارة المنخفضة ، وعمله الرائد في تفسير الميوعة الفائقة superfluidity ، الذي استحق بسببه عام 2003 جائزة نوبل في الفيزياء. وقد صاغ الفهم النظري لسوائل الهيليوم العادية وفائقة الميوعة . وكذلك الموائع الفائقة قوية الاقتران . وقد أرسى اتجاهات البحث في ميكانيكا الكم بالنسبة للأنظمة المبددة الماكروسكوبية وفي استخدام الأنظمة المكثـّفة لاختبار أسس ميكانيكا الكم.
وهو عضو في الأكاديمية الوطنية للعلوم، و الجمعية الفلسفية الأمريكية، والأكاديمية الأمريكية للفنون والعلوم، والأكاديمية الروسية للعلوم (عضو أجنبي)، وهو زميل في الجمعية الملكية (المملكة المتحدة)، والجمعية الفيزيائية الأمريكية، والمعهد الأمريكي للفيزياء، وزميل مدى الحياة في معهد الفيزياء .
جريدة هيرالد تريبيون العالمية في مقالة نشرت في 29 ديسمبر 2005، بعنوان "اختبارات جديدة لواقع أينشتاين 'الشبحي'"، أشارت إلى مناظرته في خريف 2005 في مؤتمر بركلي بكاليفورنيا، مع نورمان رامسي من جامعة هارفارد والحائز أيضا على جائزة نوبل للفيزياء.
وفيها تجادلا حول قيمة المحاولات لتغيير نظرية الكم. لگت يعتقد أن المحاولات لها مبرراتها، بينما رامسي يعارض ذلك. ويعتقد لگت أن ميكانيكا الكم قد تكون غير مكتملة بسبب مسألة القياس الكمي.

## روابط خارجية
- أنطوني ليجت على موقع الموسوعة البريطانية (الإنجليزية)
- أنطوني ليجت على موقع مونزينجر (الألمانية)
- أنطوني ليجت على موقع إن إن دي بي (الإنجليزية)